# (9138) Murdoch
(9138) Murdoch (2280 T-2) – planetoida z pasa głównego asteroid okrążająca Słońce w ciągu 3,23 lat w średniej odległości 2,18 j.a. Odkryta 29 września 1973 roku.